# Raid de Restigouche
 (juillet 2024).
Si vous disposez d'ouvrages ou d'articles de référence ou si vous connaissez des sites web de qualité traitant du thème abordé ici, merci de compléter l'article en donnant les références utiles à sa vérifiabilité et en les liant à la section « Notes et références ».

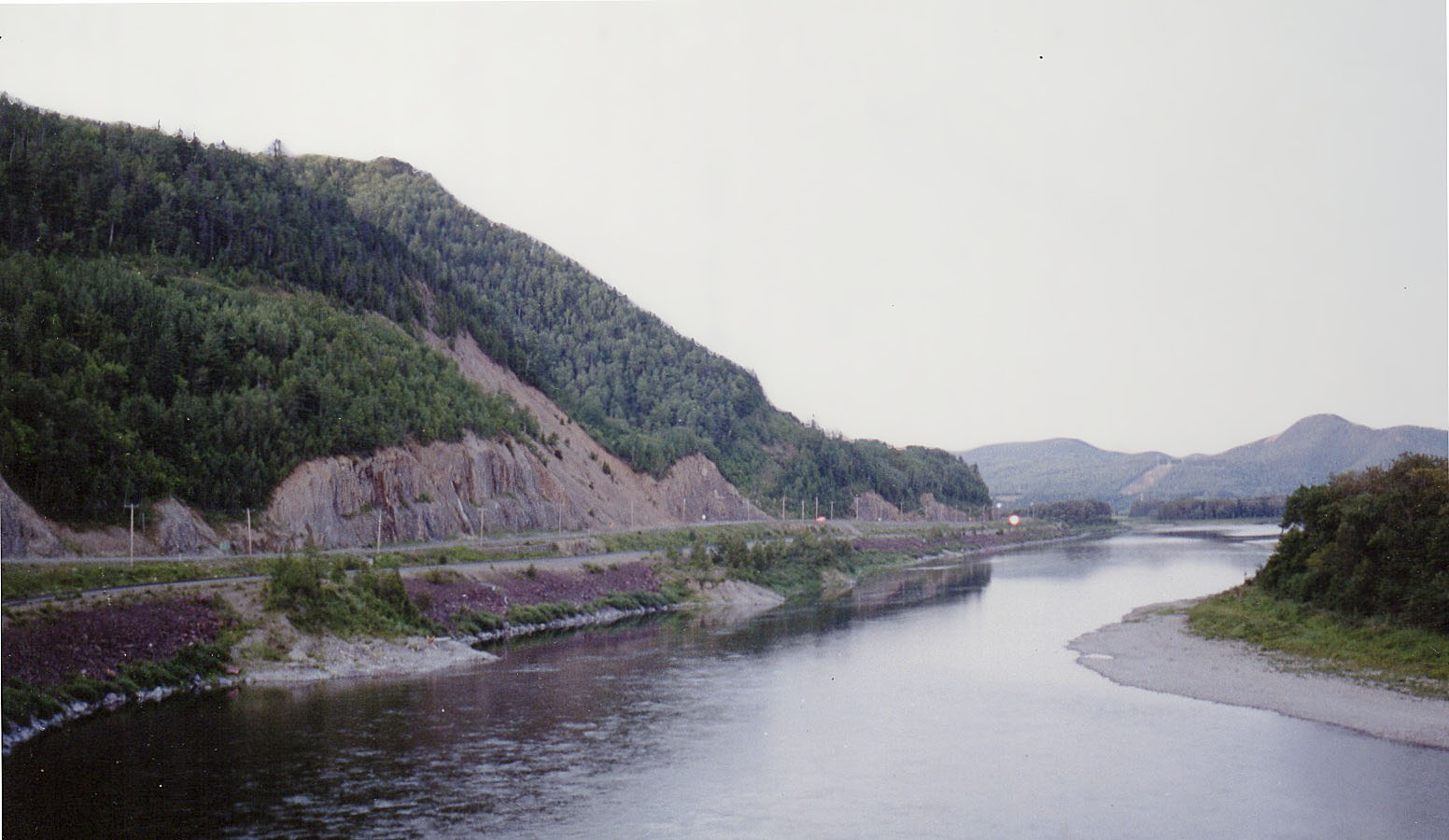
Rivière Restigouche près de Listuguj.

Le raid de Restigouche est un ensemble d'opérations policières menées en juin 1981 à Listuguj et sur la rivière Restigouche, au Québec (Canada) par la Sûreté du Québec à l'encontre des Mi'gmaq de Listuguj dans le cadre de la Guerre du saumon.

## Contexte
En 1980, depuis déjà plusieurs décennies, les pêcheurs de Listuguj se servent de filets pour capturer le saumon arrivant dans l'estuaire de la Restigouche. Les droits de pêche font partie des droits ancestraux décrétés par le gouvernement fédéral.

## Déroulement

### Prémisse
Le 9 juin 1981, le ministre québécois du Loisir, de la Chasse et de la Pêche, Lucien Lessard, envoie un télex au chef de Listuguj, Alphonse Metallic, exigeant que les filets soient retirés en moins de vingt-quatre heures, soit le 10 juin à minuit.

### Première descente

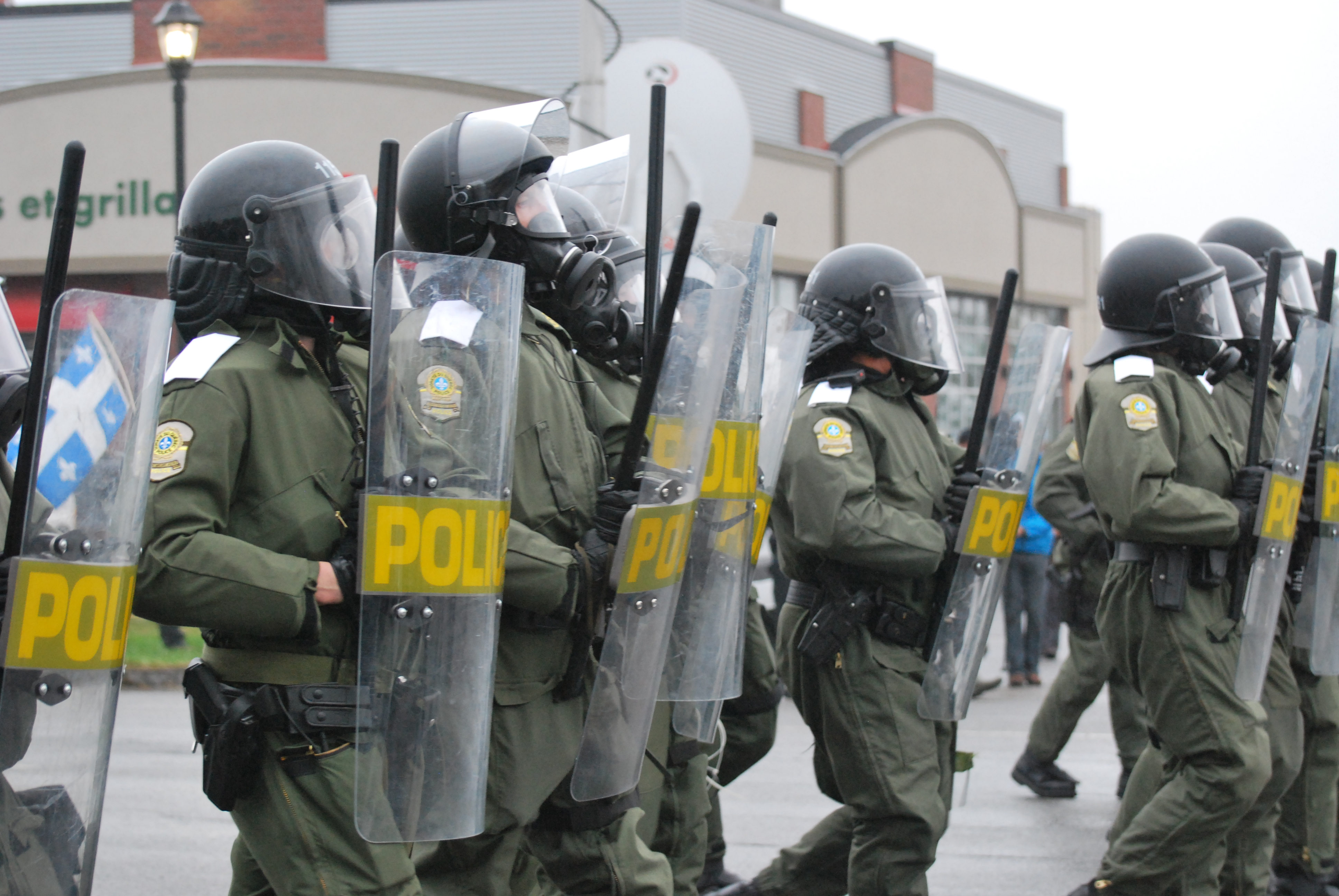
Un contingent de l'escouade tactique de la Sûreté du Québec.

Lucien Lessard commande la saisie du matériel de pêche des Mi'gmaq, qui pêchent du saumon de manière jugée illégale. Le 11 juin 1981, 550 policiers provinciaux de la Sûreté du Québec investissent la communauté de Listuguj et la rivière Restigouche, malgré la demande du chef de la Police amérindienne, Maurice Tassé, auprès de la Sûreté de ne pas intervenir en force dans la communauté, ne pouvant garantir lui-même la sécurité. La SQ suspend le Conseil de bande et procède à des arrestations autant sur la rivière que dans la communauté. La  Commission des droits de la personne, ainsi que la Ligue des droits et libertés sont sollicités pour intervenir, car des abus de la part des forces de l’ordre sont constatés. De nombreux témoignages accablants ont été faits à l'encontre contre les agents de la Sûreté du Québec et des agents de la faune, tels que des propos racistes, des gestes désobligeants à l’égard des citoyens mi'gmaq et l’utilisation de force excessive lors d’arrestations, dont sur des mineurs. Parmi les personnes demandant à intervenir se trouvaient les anthropologues Rémi Savard et Pierre Lepage.
Les lignes téléphoniques sont aussi coupées. Du côté du Nouveau-Brunswick, le pont J. C. Van Horne est barré par la Gendarmerie royale du Canada, empêchant l'autobus scolaire de traverser. Les étudiants se faufilent à pied afin de rejoindre leur maison. Dix hommes sont incarcérés à la prison provinciale de New Carlisle. Listuguj reçut l'appui de Dale Riley, président de la fraternité des nations indiennes, ainsi que de plusieurs groupes autochtones au Canada, dont un blocage de sympathie du pont Mercier à Montréal par les Mohawks de Kahnawake. La Conférence des Chefs, qui devait avoir lieu à Victoria (Colombie-Britannique), a été déplacée à Restigouche.

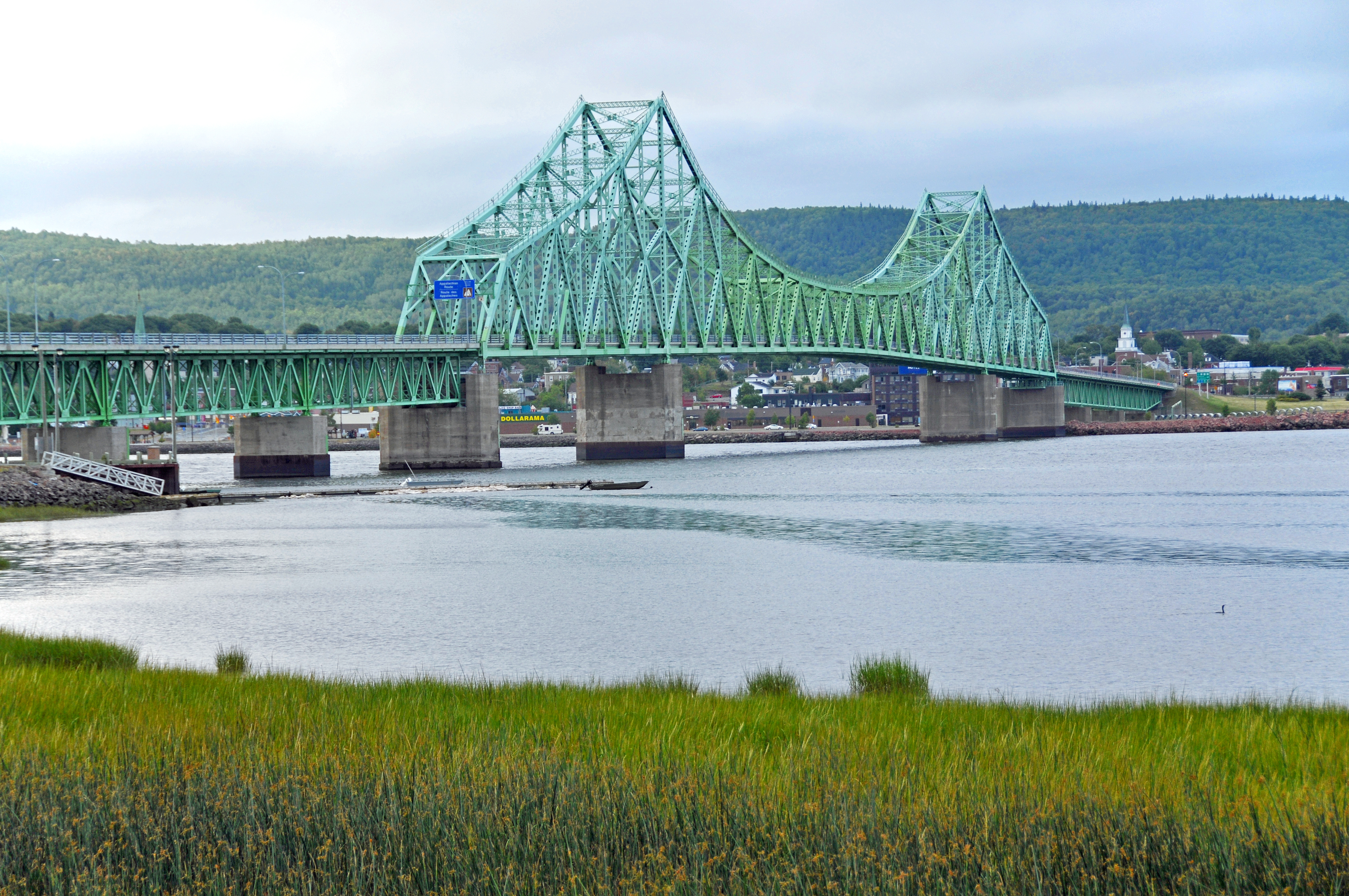
Le pont J.C. Van Horne relie Campbellton à Listuguj.

### Deuxième descente
Neuf jours plus tard, le 20 juin 1981, à 5 heures, les policiers tentent d'effectuer une nouvelle descente. Les pêcheurs ont tenté de récupérer leurs filets avant qu'ils ne soient confisqués mais les policiers ont tiré sur les pêcheurs avec des balles en caoutchouc et des bombes lacrymogènes. Des autochtones de partout au Canada (et d'aussi loin que l'Alaska) sont venus soutenir la communauté de Listuguj.
Ces deux événements de fermeture de pont suscitèrent chez les populations blanches quelques problèmes, mais l'accès entre les provinces n'était pas complètement coupé puisque l'on pouvait tout de même utiliser le traversier pour passer entre Miguasha et Dalhousie.

### Procès
3 mai 1982. Au palais de justice de New Carlisle, les avocats avait négocié une entente avec le procureur stipulant que si les accusés plaidaient coupables, ils auraient sentence réduite avec sursis et 25 $ d'amende. Deux pêcheurs ont refusé par principe. En cours, le juge s'est rangé du côté des policiers et a déclaré que les photographies étaient truquées et que les témoins des accusés mentaient, les accusés reçurent un an de liberté surveillée et 250 $ d'amende. Donald Germain et Robert Barnaby réitérèrent leur innocence et promirent d'aller en cour d'appel.

## Postérité

### Ouverture de la pêche commerciale au saumon
En juin 1982, ironiquement, le ministère Lucien Lessard décrète qu'il était inutile de restreindre la pêche du côté québécois de la baie alors qu'au Nouveau-Brunswick il n'y avait pas de restrictions. Alors il a ouvert la pêche.

### Appel
En août 1983, la cour supérieure du Canada rendit son jugement : « N'eut été des erreurs de droit et de fait... », voilà les mots prononcés par la cour supérieure du Canada. Il est possible qu'ils n'aient pas été condamnés et les sentences ont été cassées et annulées par le juge Louis Doiron

### Impacts sociaux et conclusion de la guerre du saumon
À partir de 1982, la Constitution canadienne édicte que les autochtones constituent des peuples et que des droits ancestraux ou issus de traités leur sont reconnus, on ne peut plus ainsi affirmer qu’ils sont des citoyens comme tous les autres. Il y sera aussi spécifié dans la Charte canadienne des droits et libertés dans les « droits et libertés ancestraux, issus de traités ou autres » des peuples autochtones du Canada et de protection des accords devant éventuellement être conclus, en 1982. Ainsi, la Constitution ouvre la voie à ce que ceux qui n’ont pas signé de traité espèrent encore le faire. Les autochtones gagneront plusieurs gains importants en Cour suprême, devant les tribunaux, en termes de pêche au saumon.
Sur la demande du premier ministre René Lévesque, auprès du géographe Louis-Edmond Hamelin, de trouver une solution à la crise de 1981, un comité de surveillance sur la pêche fut mis sur pied. Cette Commission a pour mandat de surveiller les activités de pêche au filet et d’examiner la validité du système d’enregistrement des prises, de la présentation de rapports hebdomadaires de l’évolution globale des captures au Ministère et au Conseil de bande, ainsi que de la fixation de la date de fermeture de la pêche au filet,.

## Dans la culture

### Chanson
En 1982, Édith Butler, chanteuse acadienne, sur des paroles de Luc Plamondon, relatait les événements en chanson, «Escarmouche à Restigouche» qui fut bannie des ondes.

### Cinéma
Les deux incursions des 11 et 21 août à Restigouche et leurs conséquences ont été documentées par Alanis Obomsawin dans son film de 1984, Les événements de Restigouche.
En 1984, la cinéaste Abénakise Alanis Obomsawin acquit les droits à la chanson «Escarmouche à Restigouche» pour la bande sonore de son film Les événements de Restigouche. Dans l'interview entre Lessard et Obomsawin à la fin du film, Lessard indique qu'il regrette que ces événements aient créé des conséquences négatives sur les gens de Listuguj.

### Littérature
En 2017, Éric Plamondon publie Taqawan, un roman qui s'inspire des événements de 1981.